# Cantonul Vigny
Cantonul Vigny este un canton din arondismentul Pontoise, departamentul Val-d'Oise, regiunea Île-de-France, Franța.

## Comune
- Ableiges
- Avernes
- Cléry-en-Vexin
- Commeny
- Condécourt
- Courcelles-sur-Viosne
- Frémainville
- Gadancourt
- Gouzangrez
- Guiry-en-Vexin
- Le Perchay
- Longuesse
- Montgeroult
- Sagy
- Seraincourt
- Théméricourt
- Us
- Vigny (reședință)